# Черния паяк
Черния паяк (на английски: Black Spider) е измислен злодей на ДиСи Комикс. Той предимно е враг на Батман. Първата му поява е в Detective Comics № 463 през септември 1976 година. Алтер егото на персонажа е Ерик Нийдман, който е крадец. Създаден е от Гери Конуей. Във втория Черен паяк се превъзплъщава наемния убиец Джони ЛаМоника, който е пратен от Черната маска да убие Батман. Появява се в Batman № 518 през май 1995 година. В третия Черен паяк се превъплъщава Дерик Ко. Появява се в Birds of Prey № 87.